# Castilla (L-52)
Castilla (L-52) je španělská výsadková loď kategorie Amphibious Transport Dock. Jedná se o druhou a poslední jednotku třídy Galicia.

## Stavba lodi a služba
Kýl lodi byl založen v prosinci roku 1997 ve španělské loděnici Navantia. Castilla byla spuštěna na vodu 14. června 1999 a dne 26. června 2000 byla loď slavnostně uvedena do služby.

### 0. léta 21. st.
Castilla se 17. července 2002 během krize na ostrově Perejil zúčastnila operace Romeo Sierra. Od prosince 2002 do února 2003 se Castilla podílela na likvidaci následků ztroskotání tankeru Prestige a následné ropné skvrny. V letech 2002-2003 prošla loď přestavbou, která zlepšila velitelské, řídicí a komunikační schopnosti plavidla. V červenci 2003 výsadková loď Castilla přepravila španělskou legii do Aš-Šuahjáby ve Spojených arabských emirátech v rámci operace IF a v září se vrátila zpět. Od října do prosince 2004 pak byla loď vyslána poskytovat humanitární pomoc na Haiti v rámci operace Mar Caribe.
Dne 28. října 2004 byla Castilla vyslána do Cap-Haïtien na Haiti, kam dopravila několik mariňáků. Castilla se účastnila vojenského cvičení NATO Operation Loyal Mariner 2005. V polovině září 2005 Španělsko vyslalo loď do New Orleans v rámci operace NATO na pomoc po hurikánu Katrina v Louisianě. Castilla se zúčastnila cvičení NATO Operace Brilliant Mariner 2006 a cvičení NATO Operace Steadfast Jackpot 2006.

### 10. léta 21. st.
Španělsko vyslalo 22. ledna 2010 v rámci operace Hispaniola loď Castilla na pomoc při odstraňování následků zemětřesení na Haiti o síle 7,0 stupně Richterovy škály z 12. ledna 2010. Mise byla oznámena 19. ledna 2010 a loď přepravovala polní nemocnici, 50 zdravotníků a 450 vojáků. Na palubě byly také tři vrtulníky a několik rychlých člunů. Castilla opustila námořní stanici Rota 22. ledna, na palubě měla 423 vojáků a 4 vrtulníky a směřovala do Petit-Goâve na Haiti. Dne 1. února Castilla dorazila do San Juan v Portoriku, aby vyzvedla další zásoby. Dne 4. února Castilla dorazila do Petit-Goâve. Od 5. února začala vyloďovací plavidla z lodi vykládat vybavení. Předpokládalo se, že Castilla zůstane na základně v Petit-Goâve tři měsíce.

### 20. léta 21. st.
V únoru 2021 převzala loď Castilla roli vlajkové lodi v operaci Evropské unie Atalanta, která bojuje proti pirátství. Vlajkovou lodí byla po dobu čtyř měsíců. Účastnila se také cvičení s japonským torpédoborcem Ariake (DD-109).

## Výzbroj
Castilla je vyzbrojena dvěma 20mm automatickými kanóny Oerlikon, dvěma kanónovými systémy blízké obrany Meroka a čtyřmi odpalovači klamných cílů Mk 36 SRBOC, které mají za úkol zmást nepřátelské protilodní rakety.

## Vrtulníky
Loď nese čtyři protiponorkové vrtulníky Sikorsky SH-3D Sea King nebo šest víceúčelových vrtulníků Bell 212.

## Galerie

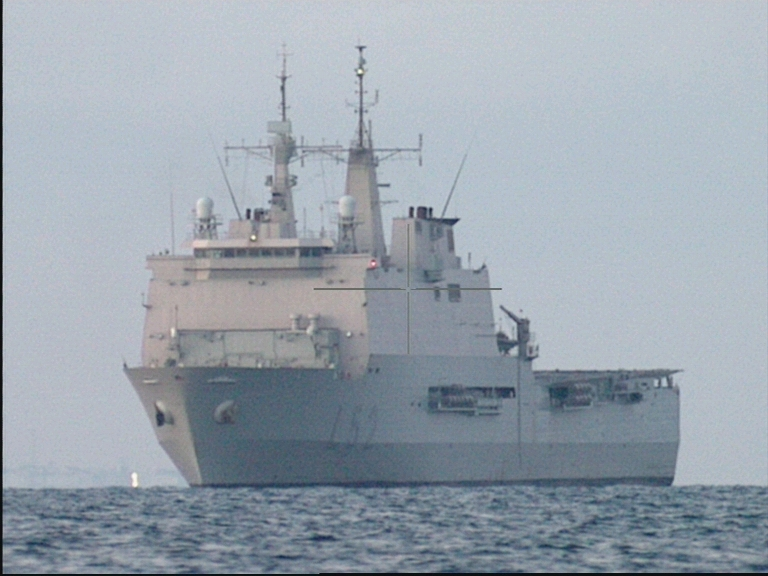
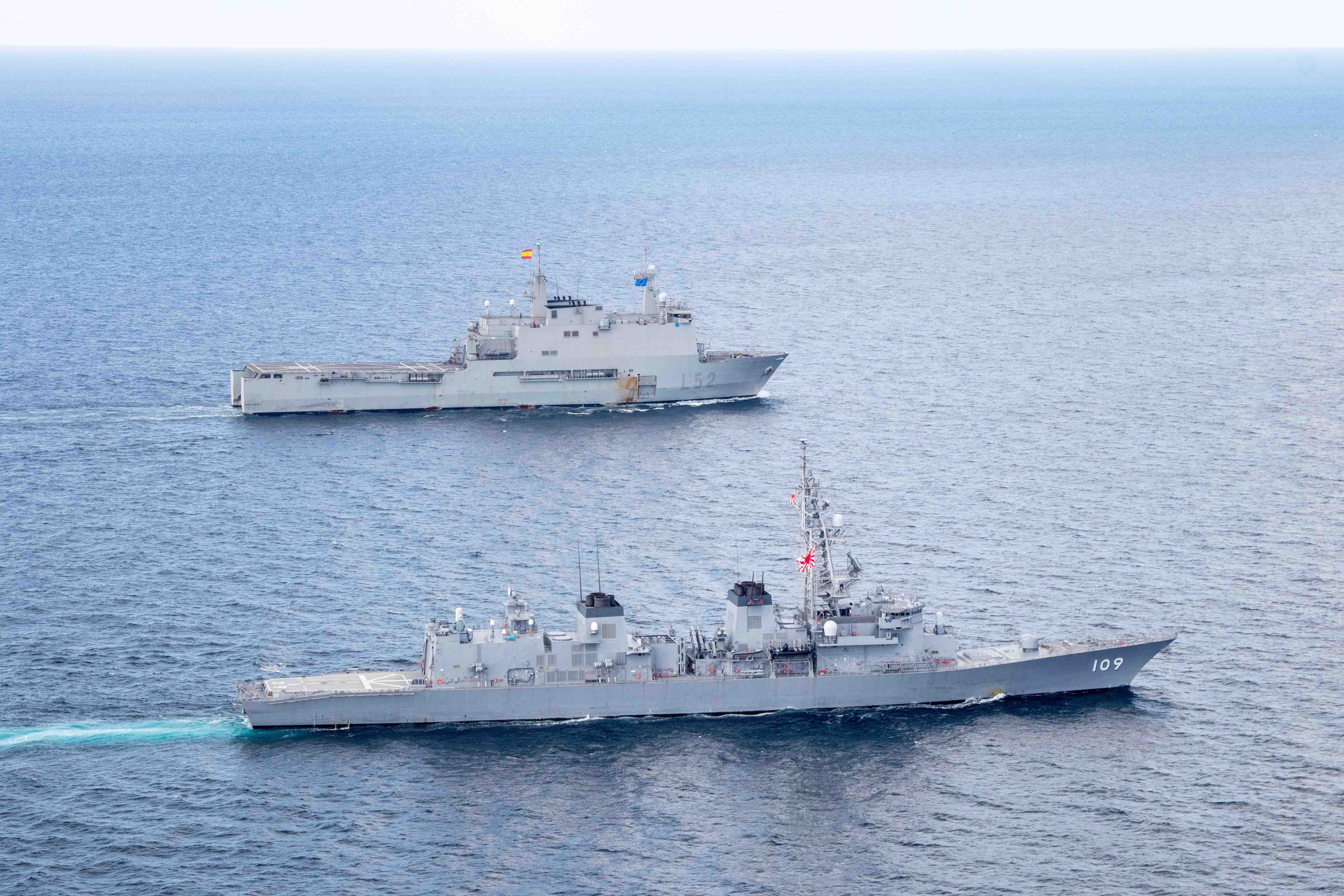
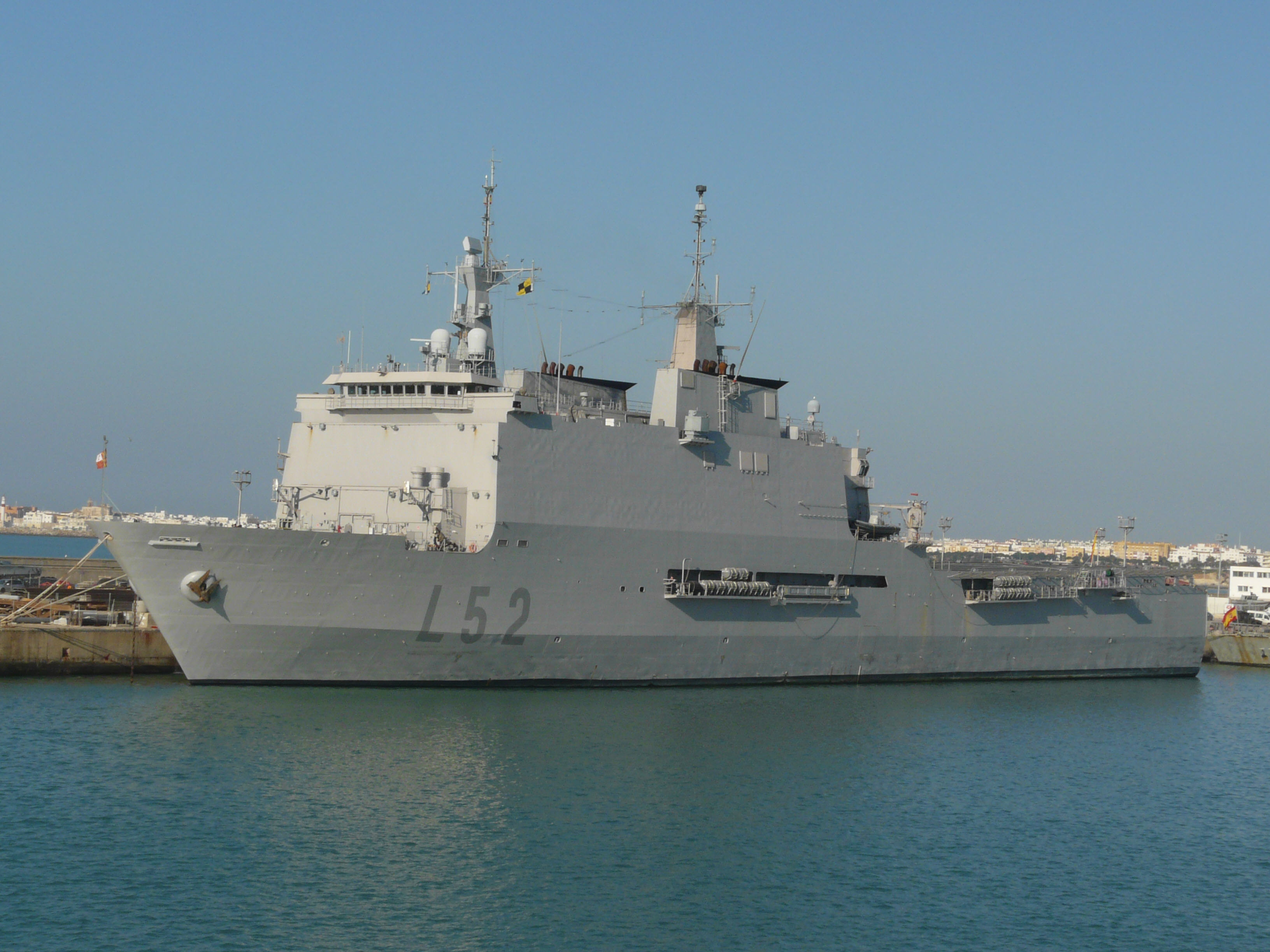
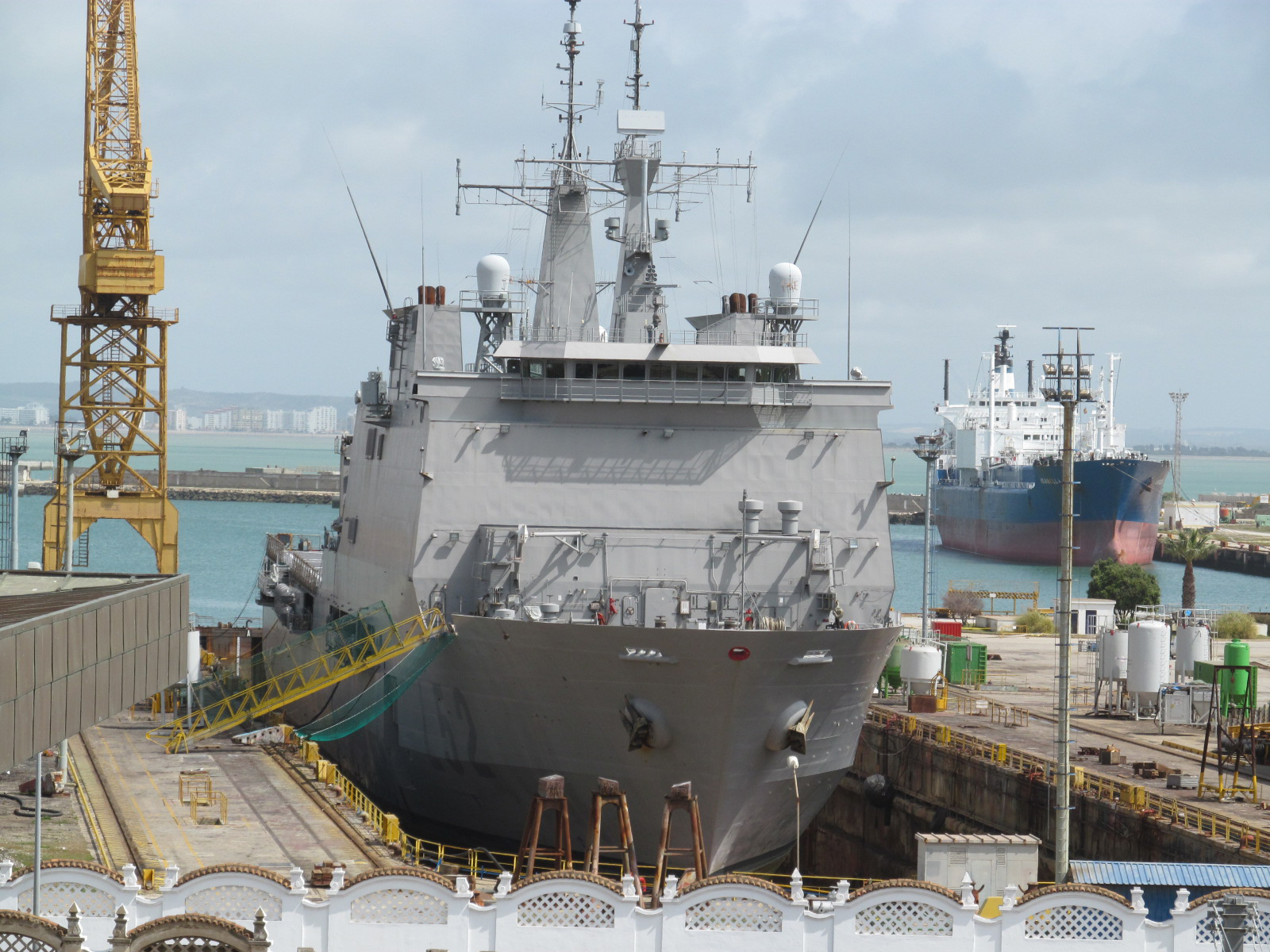
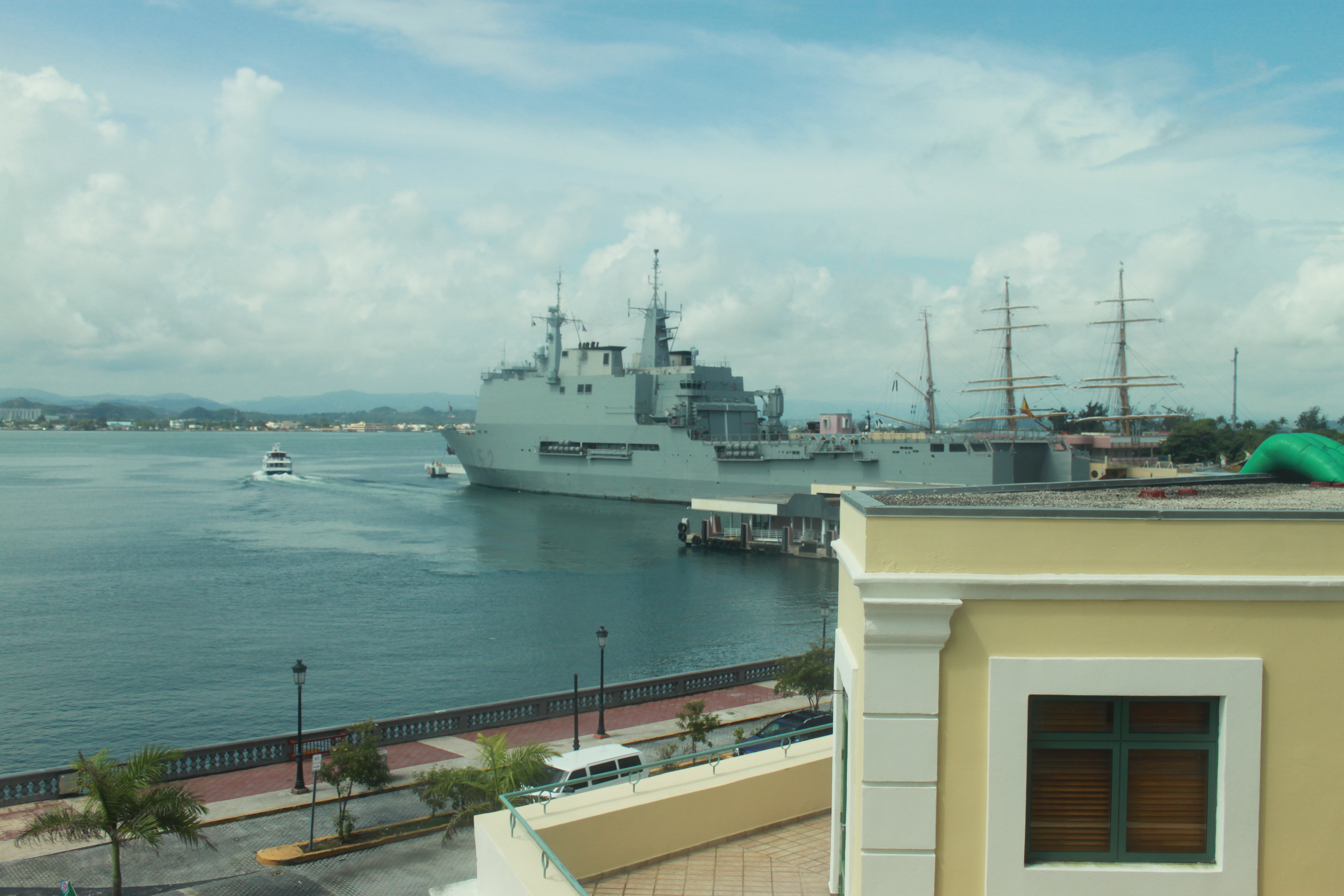